# En Dieu mon espérance et mon espée pour ma défense
En Dieu mon espérance et mon espée pour ma défense est une œuvre musicale pour piano seul d'Albéric Magnard, composée en novembre 1888. 

## Présentation
En Dieu mon espérance et mon espée pour ma défense est écrit par Magnard alors qu'il est encore étudiant au Conservatoire de Paris, en 1888, et connaît deux éditions : une première dans l'Almanach de l'escrime en février 1889, la seconde comme reproduction dans Le Figaro du 6 mars 1889,.
La partition est dédiée au maître d'armes Arsène Vigeant, professeur d'escrime et ami de Magnard.

## Analyse

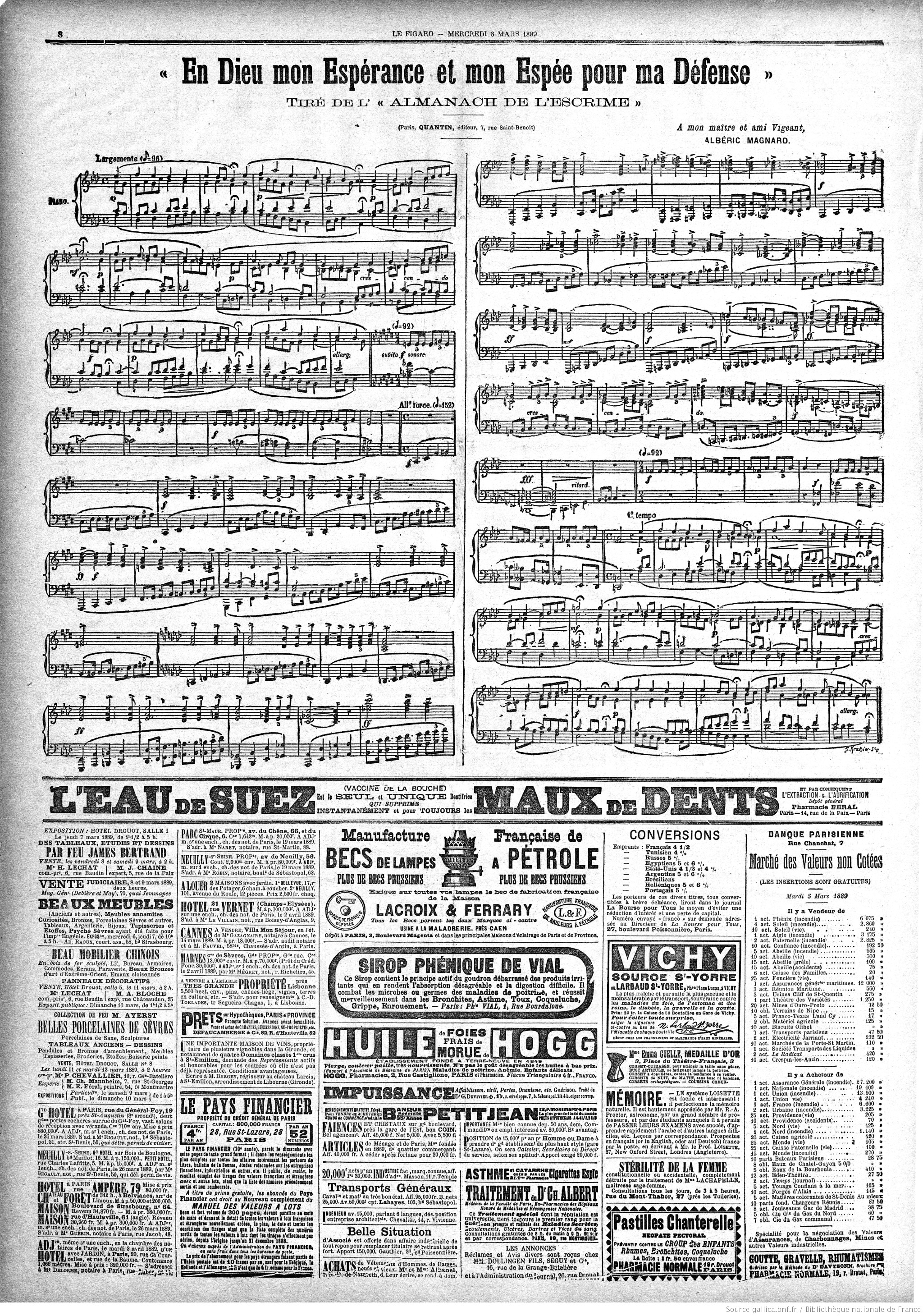
Page du Figaro du 6 mars 1889 avec en reproduction la partition complète de Magnard.

L’œuvre est en un seul mouvement mais comprend plusieurs sections contrastées.   
Le premier biographe de Magnard, Gaston Carraud, qualifie ainsi la partition de « petit poème descriptif » et loue la première partie en forme de prière, « un fort beau choral, réalisé rigoureusement à quatre parties ».    
Vient ensuite un « allegro tumultueux, informe, qui semble dépeindre les péripéties d'un combat singulier, encadré par les fanfares du champ clos ; l'ennemi abattu, le choral reparaît en action de grâce pour finir ».   
Le critique musical constate alors que dans cette partition de jeunesse « l'on reconnaît déjà là l'instinct constructeur de Magnard ».  
Charles Darcours confirme dans Le Figaro que « la composition a pour but de retracer – autant que nous croyons l'avoir comprise – les péripéties d'un combat singulier, d'un jugement de Dieu ».  
Quant à Guy Sacre, il considère la pièce comme une « œuvrette de circonstance, où un allegro mouvementé décrit un combat singulier, encadré de deux volets en forme de choral, pour servir tour à tour de méditation et d'action de grâces ».  
La durée moyenne d'exécution de l’œuvre est de cinq minutes environ.

## Discographie
- Albéric Magnard, Sonate pour violon et piano op. 13, Trois pièces pour piano op. 1, En Dieu mon espérance, par Robert Zimansky (violon) et Christoph Keller (piano), Accord 461 760-2, 1984 — et Suite dans le style ancien, op. 2 avec Katharina Weber (pour piano à quatre mains).
- Albéric Magnard, Sonate pour violoncelle et piano op. 20 — Intégrale de l’œuvre pour piano, par Alain Meunier (violoncelle) et Philippe Guilhon-Herbert (piano), Éditions Hortus, Hortus 085, 2011[9].

### Ouvrages généraux
- Guy Sacre, La musique pour piano : dictionnaire des compositeurs et des œuvres, vol. II (J-Z), Paris, Robert Laffont, coll. « Bouquins », 1998, 2998 p. (ISBN 978-2-221-08566-0), p. 1761.
- Harry Halbreich et François-René Tranchefort (dir.), Guide de la musique de piano et de clavecin, Paris, Fayard, coll. « Les Indispensables de la musique », 1987, 867 p. (ISBN 978-2-213-01639-9, OCLC 17967083).

### Monographies
- Simon-Pierre Perret et Harry Halbreich, Albéric Magnard, Paris, Fayard, 2001, 642 p. (ISBN 978-2-2136-0846-4)